# Cânone bíblico

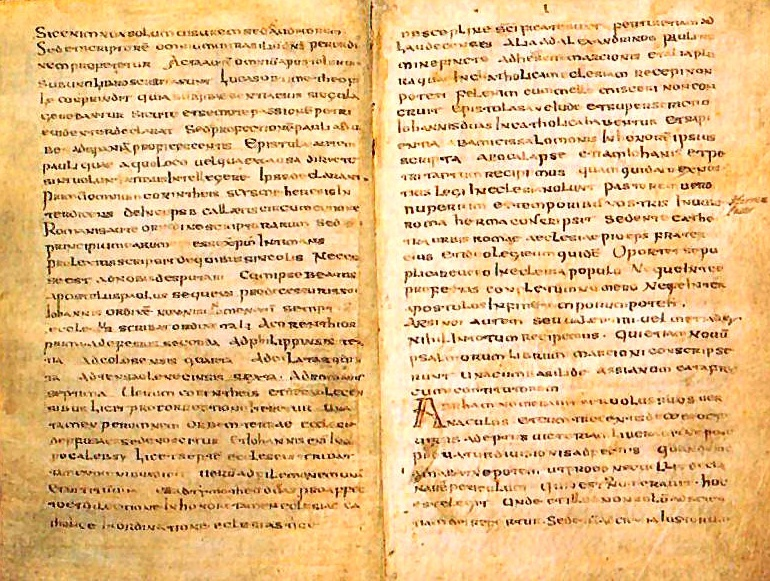
Fragmento Muratoriano, um dos mais antigos exemplos de cânone bíblico conhecidos.

Cânone bíblico ou cânone das Escrituras é a lista de textos (ou "livros") religiosos que uma determinada comunidade aceita como sendo inspirados por Deus e autoritativos. A palavra "cânone" vem do termo grego κανών ("régua" ou "vara de medir"). Os cristãos foram os primeiros a utilizar o termo para fazer referência às suas Escrituras, mas Eugene Ulrich considera que a ideia é derivada do judaísmo.
A maioria dos cânones tratados neste artigo são considerados como "fechados" (ou seja, livros não podem mais ser acrescentados ou removidos), o que reflete a crença de que a revelação divina está encerrada e, portanto, uma pessoa ou grupo de pessoas foi capaz de juntar os textos inspirados aprovados num cânone completo e autoritativo. Por outro lado, um cânone "aberto" é aquele que permite a adição de novos livros através da revelação contínua.
Estes cânones se desenvolveram primordialmente pelo uso de textos em contexto de culto. Nesse processo, emergiu nas comunidades israelitas e, posteriormente, cristãs, uma coleção de textos dotados de autoridade.  Posteriormente, apareceram debates e consenso entre as autoridades religiosas de cada uma das respectivas denominações. Os fieis consideram os livros canônicos como sendo inspirados por Deus ou como expressando a história autoritativa da relação entre Deus e seu povo. Alguns livros, como os evangelhos judaico-cristãos, foram excluídos do cânone completamente, mas muitos livros disputados, considerados não canônicos ou apócrifos por alguns, são considerados como sendo apócrifos bíblicos, deuterocanônicos ou plenamente canônicos por outros. Diferenças existem entre a Tanakh judaica e os cânones bíblicos cristãos e entre os cânones das diferentes denominações cristãs. Critérios e processos de canonização diferentes ditam o que as diversas comunidades consideram como Escrituras inspiradas. Em alguns casos, nos quais diferentes graus de inspiração se acumularam, é prudente discutir textos que só foram elevados ao status de canônico numa única tradição religiosa. É ainda mais complexo quando se considera os cânones abertos das vários grupos do movimento dos Santos dos Últimos Dias ("mórmons") — com raízes no cristianismo — e as revelações recebidas pelos seus diversos líderes ao longo dos anos dentro do próprio movimento.

## Cânones judaicos

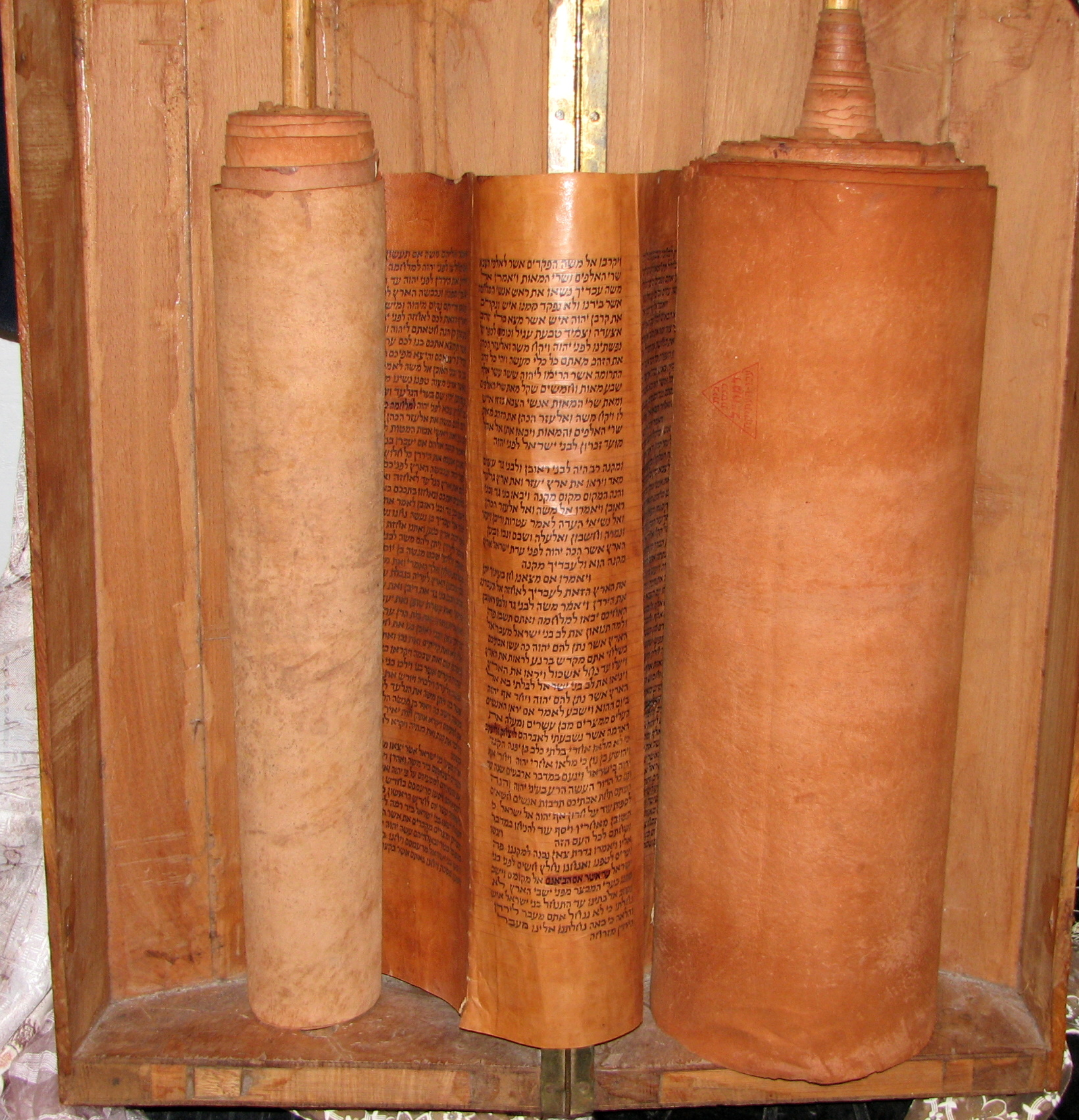
Rolo da Torá, a primeira parte da Bíblia hebraica e parte do cânone bíblico de todas as denominações cristãs.

### Judaísmo pré-rabínico
Antes do surgimento do judaísmo rabínico com a Mishna (final do século II), o cânone estava aberto entre as diversas vertentes israelitas.
Entre os Manuscritos do Mar Morto, a edição The Dead Sea Scrolls Bible (1999) citam como livros dotados de autoridade o livro de Jubileus e 1 Enoque. Este último livro era popular entre correntes místicas do judaísmo. Já autores como Filo de Alexandria, Josefo e os autores do Novo Testamento citam os livros da Torá e dos Profetas sem problemas como dotados de autoridade, variando na citações sobre os Escritos.

### Judaísmo rabínico
O Judaísmo rabínico (em hebraico:  יהדות רבנית) reconhece os vinte e quatro livros do texto massorético, geralmente conhecidos como Tanakh (em hebraico:  תַּנַ"ךְ) ou Bíblia hebraica. Evidências sugerem que o processo de canonização ocorreu entre 200 a.C. e 200 d.C.; um ponto de vista popular é que a Torá foi canonizada por volta de 400 a.C., Nevi'im ("Profetas") por volta de 200 a.C. e Ketuvim ("Escritos") por volta de 100,. A hipótese, antes popular entre alguns círculos acadêmicos, de que houve um Concílio de Jâmnia no qual as autoridade judias discutiram o cânon hoje é rejeitada. Segundo Marc Zvi Brettler, as escrituras judaicas além da Torá e Nevi'im são fluidas, com diferentes grupos considerando diferentes livros como autoritativos.
O Deuteronômio, parte da Torá, inclui uma proibição contra a adição ou remoção (Deuteronômio 4:2, Deuteronômio 12:32), o que pode ser aplicado ao livro em si (ou seja, a proibição contra qualquer edição futura pelas mãos dos escribas) ou às instruções recebidas por Moisés no monte Sinai. II Macabeus, um livro que não faz parte do cânone judaico, descreve Neemias (c. 400 a.C.) como tendo "fundado uma biblioteca e colecionado livros sobre reis e profetas, os textos de David e as cartas dos reis sobre ofertas votivas" (II Macabeus 2:13-15).
O Livro de Neemias sugere que o sacerdote-escriba Esdras levou a Torá de volta do cativeiro na Babilônia para Jerusalém, onde foi reconstruído o Templo (Neemias 8:-Neemias 9:) por volta da mesma época. Tanto I quanto II Macabeus sugerem que Judas Macabeu (c. 167 a.C.) também colecionou livros sagrados (I Macabeus 3:42-50, II Macabeus 2:13-15, II Macabeus 15:6-9), o que levou alguns estudiosos a sugerirem que o cânone judaico teria sido estabelecido pela dinastia dos asmoneus. Porém, estas fontes primárias não sugerem que o cânone estava "fechado" na época e também não deixam claro que os livros sagrados da época eram os mesmos que mais tarde fariam parte do cânone.
A "Grande Assembleia", também conhecida como "Grande Sinagoga", era, segundo a tradição talmúdica, uma assembleia de 120 escribas, sábios e profetas do final da era dos profetas bíblicos até a época do desenvolvimento do judaísmo rabínico e marcou a transição da época profética para a época dos rabinos. Ela teria existido por cerca de 200 anos e acabou em 70, com a destruição de Jerusalém pelo Império Romano. Entre os desenvolvimentos do judaísmo atribuídos a eles está a fixação do cânone, incluindo os livros de Ezequiel, Daniel, Ester e dos doze profetas menores; a introdução da festa do Purim e a instituição da oração conhecida como Shmoneh Esreh, além das bençãos, orações e rituais da sinagoga.
Além da Tanakh, o grupo majoritário do judaísmo rabínico considera o Talmude (em hebraico:  תַּלְמוּד) como sendo outro texto autoritativo e central. Trata-se de um registro de discussões rabínicas sobre lei, ética, filosofia, costumes e história dos judeus. O Talmude está dividido em dois componentes, a Mishná (c. 200), o primeiro compêndio escrito da lei oral judaica, e a Guemará (ca. 500), esclarecimentos sobre a Mishná e outros textos tanaítas. Há diversas citações da Sirácida no Talmude, mesmo este livro não fazendo parte do cânone hebraico.
O Talmude é a base para todos os códigos da lei rabínica e é geralmente citado na literatura rabínica. Certos grupos judaicos, como os caraítas, não aceitam a lei oral codificada no Talmude e aceitam apenas a Tanakh como sendo autoritativa.

### Beta Israel
Os judeus etíopes, conhecidos como Beta Israel (em ge'ez:ቤተ እስራኤል, "Bēta 'Isrā'ēl"), possuem um cânone escritural distinto do cânone do judaísmo rabínico. "Mäṣḥafä Kedus" ("Sagradas Escrituras") é o nome da literatura religiosa destes judeus, escrita primordialmente em ge'ez. O livro mais sagrado, chamado "Orit", consiste no Pentateuco (equivalente à Torá) acrescido de Josué, Juízes e Rute. O resto do cânone é considerado como de importância secundária e consiste no restante do cânone hebraico — com a possível exceção do Livro das Lamentações — e vários livros deuterocanônicos. Entre eles, Sirácida, Judite, Tobias, I e II Esdras, I e IV Baruque, os três livros conhecidos como Meqabyan ("Macabeus etíope"), Jubileus, Enoque, Testamento de Abraão, Testamento de Isaac e o Testamento de Jacó. Estes três últimos testamentos patriarcais são únicos dos judeus etíopes.
Uma terceira categoria de textos que são importantes para os judeus etíopes, mas não são considerados como parte do cânone, incluem os seguintes livros: "Nagara Muse" ("Conversação de Moisés"), "Mota Aaron" ("Morte de Aarão"), "Mota Muse" ("Morte de Moisés"), "Te'ezaza Sanbat" ("Preceitos do Sabá"), "Arde'et" ("Estudantes"), "Apocalipse de Gorgório", "Mäṣḥafä Sa'atat" ("Livro das Horas"), "Abba Elias" ("Padre Elias"), "Mäṣḥafä Mäla'əkt" ("Livro dos Anjos"), "Mäṣḥafä Kahan" ("Livro dos Sacerdotes"), "Dərsanä Abrəham Wäsara Bägabs" ("Homília de Abraão e Sara no Egito"), "Gadla Sosna" ("Atos de Susana") e "Baqadāmi Gabra Egzi'abḥēr" ("No Princípio, Deus Criou").
Finalmente, "Zëna Ayhud" (a versão etíope de Josippon) e os ditos de vários "fālasfā" ("filósofos") são fontes que não são necessariamente consideradas como sagradas, mas têm, apesar disto, grande influência.

### Cânone samaritano

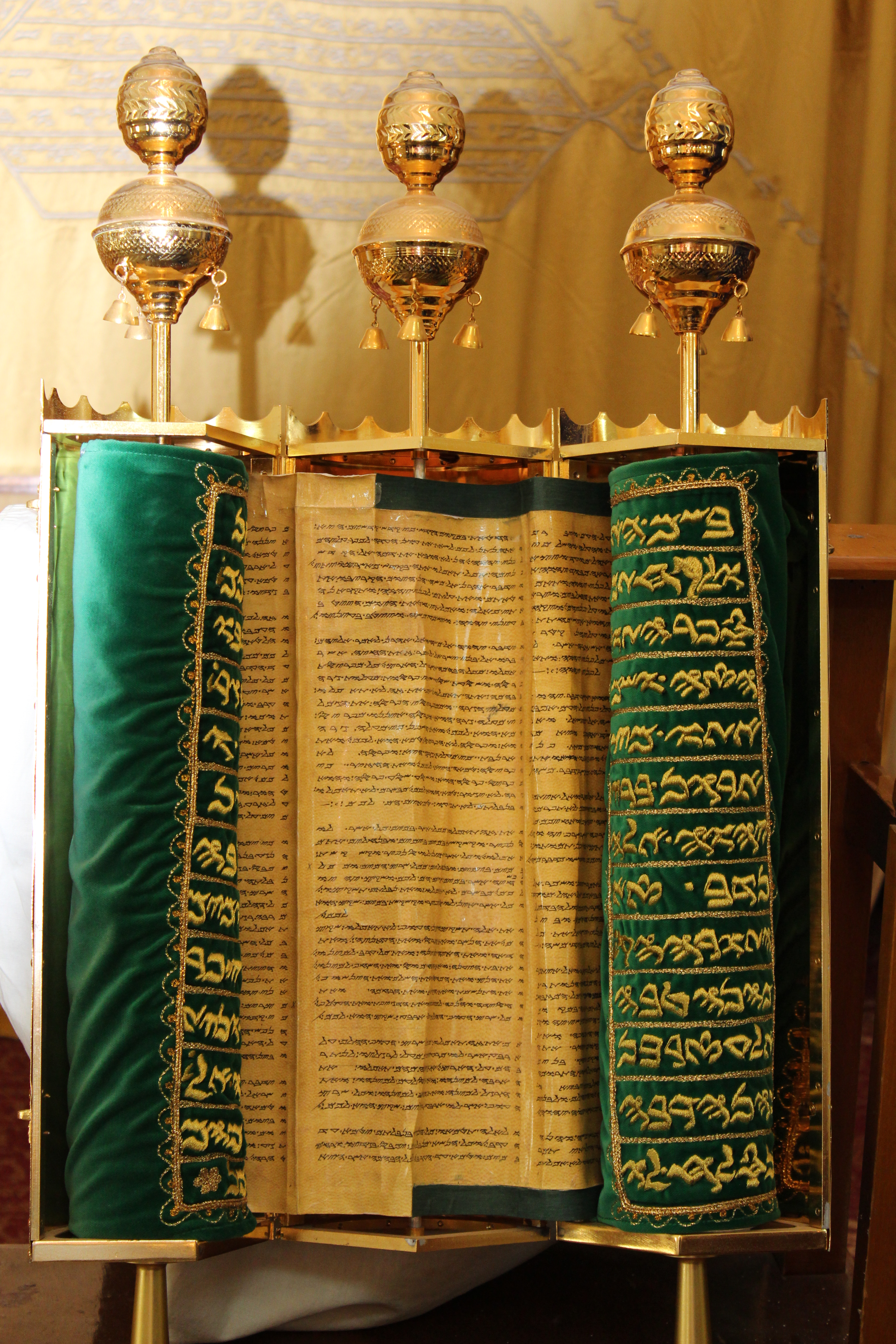
Torá Samaritana no monte Gerizim.

Outra versão da Torá, escrita no alfabeto samaritano, também existe e está associada aos samaritanos (em hebraico:  שומרונים; em árabe: السامريون), um povo cuja história, nas palavras da Enciclopédia Judaica, "começa com a captura da Samaria pelos assírios em 722 a.C." (a Samaria corresponde, a grosso modo, com o território do antigo Reino de Israel).
A relação da Torá samaritana com o texto massorético ainda é tema de disputas. Algumas diferenças são menores, como as idades das diferentes pessoas mencionadas nas listas genealógicas, mas outras são maiores, como o mandamento da monogamia, que só existe na versão samaritana. Mais importante, o texto samaritano também diverge do massorético ao afirmar que Moisés recebeu os Dez Mandamentos no monte Gerizim (e não no monte Sinai) e que foi no alto desta montanha que os sacrifícios deveriam ser feitos a Deus (e não no Templo de Jerusalém). Apesar disto, os estudiosos consultam a versão samaritana para apoiar na determinação do texto original da Torá e também para retraçar o desenvolvimento das famílias textuais. Alguns rolo entre os Manuscritos do Mar Morto foram identificados como sendo do texto-tipo proto-samaritano da Torá. Comparações também já foram feitas entre a Torá samaritana e o Pentateuco da Septuaginta grega.
Os samaritanos consideram a Torá como sendo escritura inspirada, mas não aceitam nenhuma outra parte da Bíblia, uma posição provavelmente defendida pelos históricos saduceus. Além disto, o cânone não foi expandido pelo acréscimo de nenhum texto unicamente samaritano. Há um Livro de Josué samaritano, mas trata-se de uma crônica popular escrita em árabe e não é considerado canônico. Outros textos religiosos não canônicos incluem o "Memar Markah" ("Doutrina de Markah") e o "Defter" ("Livro de Orações"), ambos do século IV ou depois.
Os descendentes modernos dos samaritanos que vivem nos estados modernos de Israel e Palestina consideram sua versão da Torá como completa e autoritativa. Eles se auto-definem como "verdadeiros guardiões da Lei", uma reivindicação reforçada pela alegação da comunidade de Nablus (tradicionalmente associada à antiga cidade bíblica de Siquém) de estarem de posse da mais antiga cópia sobrevivente da Torá, que eles acreditam ter sido escrita por Abisha, um neto de Aarão.

## Cânones bíblicos cristãos

### Cristianismo primitivo

#### Primeira comunidade católica
Essa Igreja  utilizava o Antigo Testamento, especificamente a Septuaginta (LXX) entre os falantes do grego. Os Apóstolos não deixaram um conjunto definido de novas Escrituras e o Novo Testamento se desenvolveu ao longo do tempo.
Textos atribuídos aos Apóstolos circulavam livremente entre as primeiras comunidades cristãs. As epístolas paulinas já circulavam de forma conjunta no final do século I. Justino Mártir, no início do século II, menciona as "memórias dos Apóstolos", que os cristãos chamaram de "evangelhos", e que eram consideradas tão autoritativas quando o Antigo Testamento.

#### Lista de Marcião

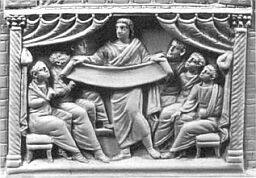
Marcião de Sinope, o primeiro líder cristão a propor um cânone bíblico. Ele depois foi condenado por heresia.

Marcião de Sinope (c. 140) foi o primeiro líder cristão histórico a propor e delinear um cânone unicamente cristão (apesar de depois ter sido considerado herético). Ela excluiu todos os livros do Antigo Testamento e incluiu apenas dez epístolas paulinas e uma versão do Evangelho de Lucas conhecida como "Evangelho do Senhor". Ao fazê-lo, Marcião estabeleceu uma forma de analisar textos religiosos que ainda hoje permanece no pensamento cristão.
Depois de Marcião, o cristianismo começou a dividir seus textos entre os que se alinhavam adequadamente com o "cânone" (no sentido da "régua") do pensamento teológico aceito e os que deveriam ser considerados heréticos. Esta visão teve um papel fundamental na finalização da estrutura da coleção de livros que viria a ser conhecida como "Bíblia". E o ímpeto inicial para esta empreitada foi dado pela necessidade de propor uma alternativa ao cânone de Marcião.

#### Pais da Igreja
Um cânone com quatro evangelhos canônicos foi afirmado por Ireneu de Lyon (m. 202). No início do século III, teólogos como Orígenes podem ter utilizado — ou pelo menos conhecia — os mesmos 27 livros presentes nas modernas edições do Novo Testamento, embora ainda houvesse disputas sobre a canonicidade de algumas obras (vide desenvolvimento do cânone do Novo Testamento). Da mesma forma, o Fragmento Muratori revela que, já em 200, existia um conjunto de textos cristãos bem similar ao moderno Novo Testamento, incluindo os quatro evangelhos. Desta forma, apesar de certamente terem havido numerosos debates sobre o cânone do Novo Testamento no período do cristianismo primitivo, as principais obras já eram consideradas aceitas em meados do século III.

### Igreja Oriental

#### Pais alexandrinos
Orígenes (c. 184–c. 253), um dos primeiros estudiosos cristãos envolvidos na codificação do cânone bíblico, teve uma boa educação tanto na teologia cristã quanto na filosofia pagã, mas acabou sendo postumamente condenado no Segundo Concílio de Constantinopla (553) por causa de algumas obras que foram consideradas heréticas. O seu cânone incluía todos os livros do moderno cânone do Novo Testamento, com exceção de quatro livros: Tiago, II Pedro, II João e III João. Ele também incluiu o Pastor de Hermas, uma obra que depois foi descartada. O estudioso Bruce Metzger descreveu os esforços de Orígenes assim: "o processo de canonização representada por Orígenes ocorreu através de seleção, partindo de muitos candidatos para a inclusão para poucos".
Esta foi uma das primeiras grandes tentativas de compilação de certos livros e epístolas como parte de um cânone autoritativo e inspirado para a Igreja antiga, embora não seja claro se esta era a intenção da lista de Orígenes. Em sua Carta Festiva de 367, o patriarca Atanásio de Alexandria forneceu uma lista idêntica para os livros do Novo Testamento e usou o termo "canonizados" ("kanonizomena") para se refererir a eles. Seu cânone para o Antigo Testamento incluía os livros protocanônicos da Bíblia Hebraica, acrescentando a Epístola de Jeremias e o Livro de Baruque e excluindo o Livro de Ester.

#### Cânones orientais
As igrejas orientais sentiram, de modo geral, menos a necessidade de delinear claramente o que seria o cânone do que as ocidentais. Elas eram mais conscientes da gradação da qualidade espiritual entre os livros que aceitavam (como a classificação feita por Eusébio de Cesareia) e geralmente se dispunham menos a afirmar que os livros que elas rejeitavam não possuíam nenhuma qualidade espiritual. O Concílio Quinissexto (692), rejeitado pelo papa Sérgio I, mas aceito pela Igreja Ortodoxa, endossou as seguintes listas de obras canônicas: os Cânones dos Apóstolos (c. 385), o Sínodo de Laodiceia (c. 363), o Concílio de Cartago (397) e a 39ª Carta Festiva de Atanásio (367).
Porém, as listas das diversas denominações ortodoxas não concordam entre si. O cânone do Novo Testamento da Igreja Ortodoxa Síria, Igreja Apostólica Armênia, Igreja Ortodoxa Georgiana, Igreja Ortodoxa Copta de Alexandria e da Igreja Ortodoxa Etíope apresentam diferenças menores, mesmo que cinco destas igrejas façam parte da Igreja Ortodoxa. O Apocalipse é um dos livros mais diputados, pois, no oriente, movimentos como o quiliasmo e o montanismo levantaram suspeitas sobre ele. Ele só foi traduzido para o georgiano no século X e jamais foi incluído no lecionário oficial da Igreja Ortodoxa, em tempos bizantinos ou modernos. Porém, seu status canônico não é disputado.
Como os livros sagrados constituíam uma biblioteca circulante, raramente reunidos em um só volume, os cristãos orientais consideravam o cânon como reconhecimento da autoridade da Igreja sobre quais livros deveriam ser lidos nos cultos e nas decisões da vida critã. Assim, denominações como a Igreja Ortodaxa Etíope e Igreja Assíria do Oriente consideravam alguns livros com maior autoridade que outros. A Igreja Ortodoxa Etíope até hoje nunca publicou em um mesmo volume todos seus livros sagrados.
Obs.: O Grande Cisma ocorreu somente em 1054 d.C. Logo, até este momento, a igreja do Ocidente e Oriente eram uma só e respondiam a Roma, como é possível verificar ao final da carta aos Hebreus na Bíblia Cristã.

### Igreja ocidental

#### Pais latinos

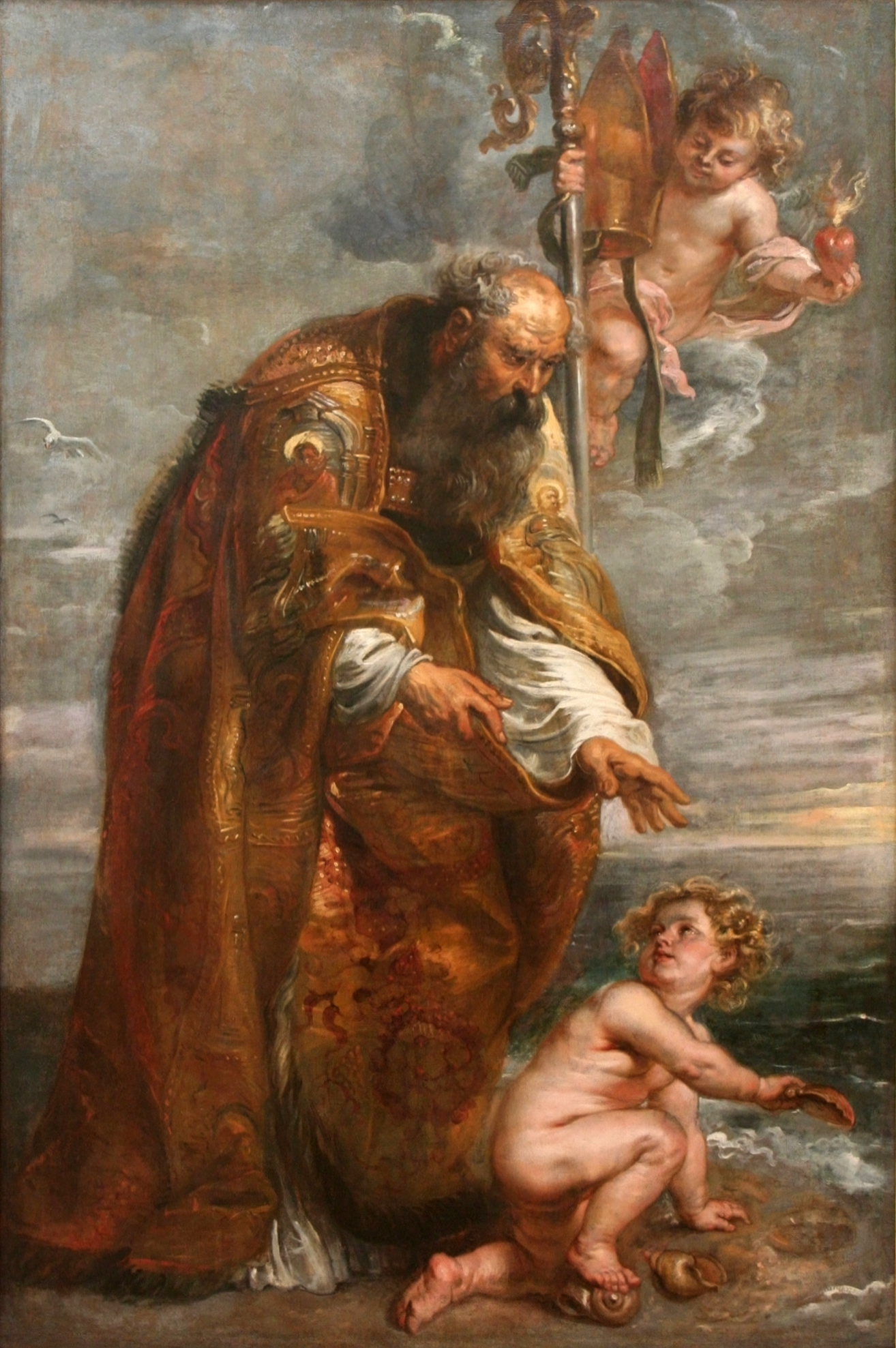
Agostinho de Hipona (por Peter Paul Rubens, 1636-38)

O primeiro concílio a discutir o cânone pode ter sido o Sínodo de Hipona (393), no norte da África, mas não restaram documentos desse evento. Um breve sumário de seus atos foi lido e aceito pelo Concílio de Cartago (397) e pelo Concílio de Cartago (419). Estes concílios foram realizados sob a autoridade de Agostinho, que considerava o cânone como já fechado na época. O Concílio de Roma (382), realizado sob o pontificado do papa Dâmaso I, possivelmente proclamou um cânone idêntico, se é que é possível relacionar o Decretum Gelasianum a ele. Da mesma forma, a encomenda de Dâmaso de uma versão em latim da Bíblia (a Vulgata), por volta de 383, foi instrumental para a fixação do cânone no ocidente, com a inclusão, a contragosto do tradutor Jerônimo, dos livros deuterocanônicos.
Por volta de 405, o papa Inocêncio I enviou uma lista de livros sagrados ao bispo gaulês Exupério de Toulouse. Os estudiosos cristãos afirmam que, quando bispos e concílios tratavam do tema, eles não estavam tratando de algo novo e sim "ratificando o que já havia se tornado o pensamento da Igreja".
Assim, a partir do século IV emergiu um consenso no ocidente sobre o cânone do Novo Testamento (como é hoje) e, no século V, o oriente, com umas poucas exceções, passou a aceitar o Apocalipse, harmonizando o reconhecimento do cânone.
Quanto ao Antigo Testamento, apesar de que havia um consenso sobre vários livros a partir do século IV, não houve para toda a Igreja Ocidental um concílio que determinasse explicitamente um cânone até o Concílio de Florença em 1442. Assim, durante a Idade Média várias versões da Vulgata circulavam e eram aceitas pela Igreja Católica. Era comum encontrar os livros de III e IV Esdras, Oração de Manassés, a Oração de Salomão, III Macabeus no Antigo Testamento; a harmonia dos evangelhos de Taciano (o Diatessaron) e a Epístola aos Laodicenses no Novo Testamento.
Na célebre edição da Vulgata publicada por Gutenberg em 1455 contém a Oração de Manassés após os Livros das Crônicas, 3 e 4 Esdras segue 2 Esdras (Neemias) e a Oração de Salomão segue Eclesiástico.
A primeira bíblia acadêmica impressa, a Bíblia Poliglota Complutense (1517), o Cardeal Ximénes e o outros editores publicaram o cânon da Septuaginta igual ao cânone da Bíblia Hebraica, sob a rubrica “Tradução Grega da LXX”. Aos livros sem um texto hebraico (os deuterocanônicos), foram aplicado uma rubrica diferente, "Tradução Grega", sem especificar como parte da Seputaginta.
Nesse contexto, a inclusão dos livros de Tobias, Judite, 3 e 4 Esdras, do Salmo 151, Sabedoria de Siraque, Oração de Manassés, Oração de Salomão, 1 e 2 Macabeus, dentre outros, eram debatidos entre eruditos e teólogos católicos. Os maiores biblistas católicos da época, Joachim Reuchlin, Cardeal Caetano, Erasmo e Sancte Pagnino eram a favor de um cânon menor que excluíam esses livros como desprovidos de autoridade.

#### Cânone protestante
Muitos protestantes modernos citam quatro "Critérios de Canonicidade" para justificar quais livros devem ser incluídos no Antigo e no Novo Testamento:
1. Origem Apostólica – atribuído a e baseado no ministério e nos ensinamentos da primeira geração de apóstolos ou seus companheiros próximos;
2. Aceitação Universal – reconhecido por todas as grandes comunidades cristãs do mundo antigo no final do século IV;
3. Uso Litúrgico – lidos publicamente quando as primeiras comunidades cristãs se reuniam para a "Ceia do Senhor", o serviço religioso semanal;
4. Mensagem Consistente – conteúdo teológico similar ou complementar a outros textos cristãos aceitos universalmente.

O fator básico para o reconhecimento da canonicidade era a inspiração divina e o teste principal para isto era a "Origem Apostólica". Neste contexto, o termo "apostólico" não necessariamente significa autoria ou derivação apostólica e sim "autoridade apostólica". Esta, por sua vez, está necessariamente ligada a autoridade divina através da sucessão apostólica.
Contudo, é muitas vezes difícil aplicar estes critérios a todos os livros do cânone aceito e livros considerados como apócrifos poderiam preencher estes critérios. Por isso, na prática, os protestantes defendem o cânone da Bíblia hebraica e o cânone católico para o Novo Testamento (27 livros).

#### Cânone de Lutero

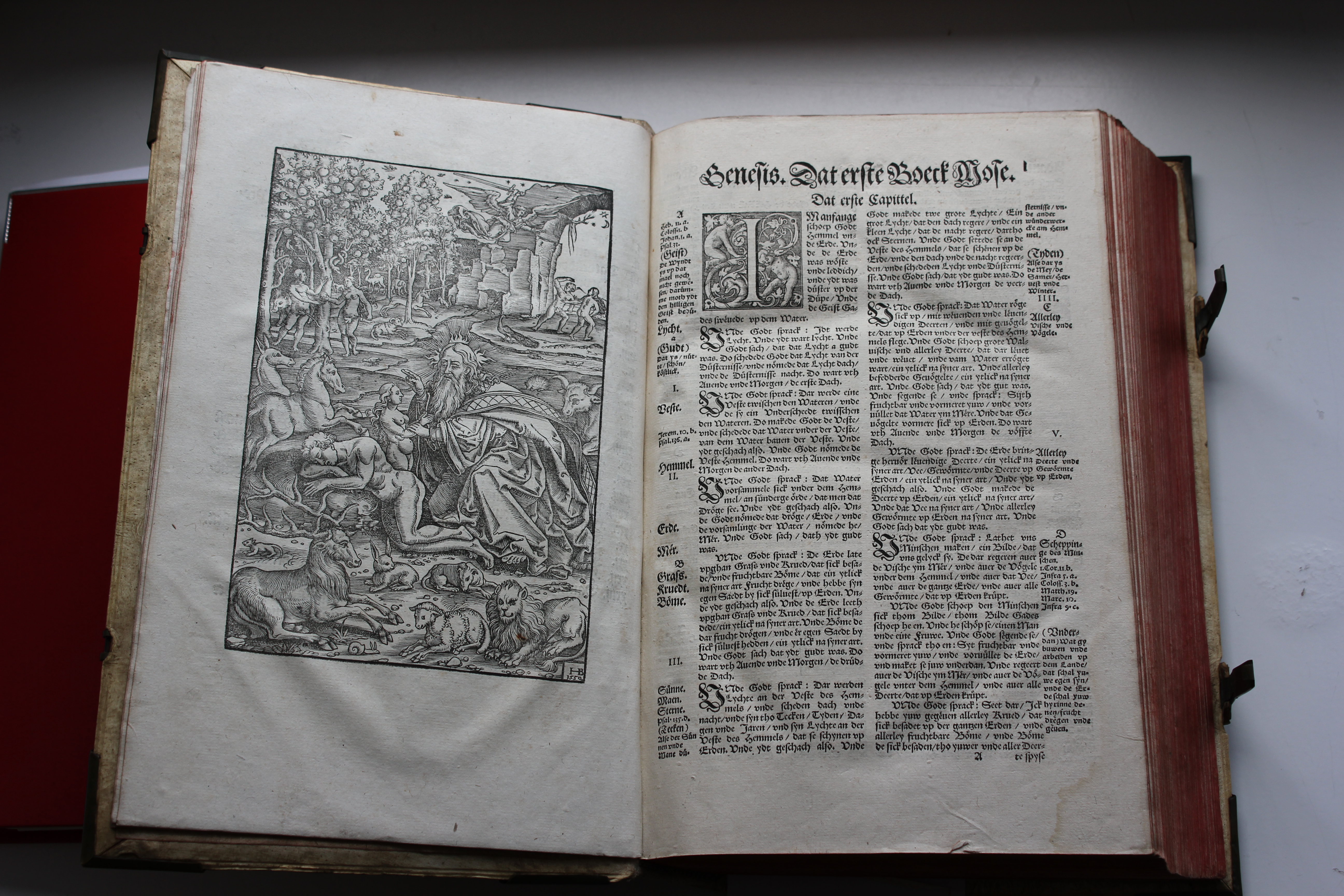
Bíblia de Lutero (1574-80).

Desde o Concílio de Florença (1442), a questão do cânon estava reaberta. Isso porque o avanço da filologia renascentista levantaram vários questionamentos sobre textos da Antiguidade.  Nesse debate, Martinho Lutero se incomodava com quatro livros do Novo Testamento, chamados de "antilegomena": Judas, Tiago, Hebreus e o Apocalipse. Por isto, ele os posicionou numa posição secundária em relação aos demais, mas não os excluiu. Ele propôs removê-los do cânone ecoando a opinião de diversos católicos — como o cardeal Caetano e Erasmo — e, parcialmente, por causa de ensinamentos que ele percebia como sendo contrário às doutrinas protestantes como a sola gratia e a sola fide, uma tese que não é geralmente aceita por seus seguidores. Ainda hoje estes livros aparecem em último lugar na Bíblia de Lutero alemã.

### Cânones das várias tradições cristãs
Apesar disto, articulações plenamente dogmáticas sobre o cânone só foram feitas no Cânone de Trento (1546) para a Igreja Católica, a Confissão Gálica da Fé (1559) para o calvinismo, os Trinta e Nove Artigos (1563) para a Igreja da Inglaterra e o Sínodo de Jerusalém (1672) para a Igreja Ortodoxa. Outras tradições, como os luteranos e anabatistas, apesar de defenderem cânones fechados, não estabeleceram uma data exata para sua fixação. As tabelas seguintes refletem a situação atual dos diversos cânones.

#### Antigo Testamento
Todas as grandes tradições cristãs aceitam os protocânone hebraico inteiramente como sendo livros inspirados e autoritativos. Além disto, todas elas, com exceção dos protestantes, aceitam também os livros deuterocanônicos. É importante lembrar que mesmo estes livros aparecem em algumas bíblias protestantes, como é o caso da Bíblia do Rei Jaime e da Bíblia de Lutero, numa seção chamada "Apócrifa".
Alguns livros, listados nas tabelas abaixo, como Testamentos dos Doze Patriarcas para a Igreja Apostólica Armênia, podem ter sido um dia uma parte vital da tradição bíblica e podem ainda hoje ter um lugar de honra, mas não são mais considerados como parte da Bíblia. Outros, como a Prece de Manassés para a Igreja Católica, podem ter aparecido em manuscritos, mas jamais chegaram a ter um status de canônico naquela tradição. O nível de proeminência de algumas obras, como os Salmos 152 a 155 e os Salmos de Salomão para o cristianismo sírio, permanece obscuro.
Com relação ao cânone bíblico etíope, é fundamental lembrar que: (i) Lamentações, Jeremias, Baruque, Epístola de Jeremias e IV Baruque são considerados canônicos, mas é incerto como estes livros estão divididos e organizados; em algumas listas, eles aparecem simplesmente como "Jeremias" e, em outras, estão divididos em vários livros separados; (ii) Provérbios está dividido em dois livros — Messale (caps. 1-24) e Tägsas (caps. 25–31); (iii) os livros de Jubileus e Enoque são bem conhecidos dos estudiosos ocidentais, os três livros conhecidos como Meqabyan ("Macabeus etíope") não são. O seu conteúdo é completamente diferente dos Livros de Macabeus de outras tradições; (iv) o Livro de José ben Gurion ou Pseudo-Josefo é uma história do povo judeu que se acredita ter sido baseada nas obras de Flávio Josefo. A versão etíope (Zëna Ayhud) tem oito partes e é parte do cânone etíope.

##### Tabela do Antigo Testamento
Clique aqui para ver tabela com mais denominações no Wikipédia em inglês.
Ms.="Manuscrito; Mss.="Manuscritos".
|                                                   | Tradição ocidental                | Tradição ocidental                   | Tradição ortodoxa         | Tradição ortodoxa           | Tradição ortodoxa       | Tradição ortodoxa oriental | Tradição ortodoxa oriental    | Tradição ortodoxa oriental | Tradição ortodoxa oriental            | Tradição oriental assíria – incluído em alguns mss. |
| Livros                                            | Protestantes                      | Católicos romanos                    | Gregos ortodoxos          | Eslavônicos ortodoxos       | Georgianos ortodoxos    | Armênios apostólicos       | Ortodoxos sírios              | Ortodoxos coptas           | Etíopes ortodoxos                     | Igreja Assíria do Oriente                           |
| Pentateuco (Torá)                                 |                                   |                                      |                           |                             |                         |                            |                               |                            |                                       |                                                     |
| Gênesis                                           | Sim                               | Sim                                  | Sim                       | Sim                         | Sim                     | Sim                        | Sim                           | Sim                        | Sim                                   | Sim                                                 |
| Êxodo                                             | Sim                               | Sim                                  | Sim                       | Sim                         | Sim                     | Sim                        | Sim                           | Sim                        | Sim                                   | Sim                                                 |
| Levítico                                          | Sim                               | Sim                                  | Sim                       | Sim                         | Sim                     | Sim                        | Sim                           | Sim                        | Sim                                   | Sim                                                 |
| Números                                           | Sim                               | Sim                                  | Sim                       | Sim                         | Sim                     | Sim                        | Sim                           | Sim                        | Sim                                   | Sim                                                 |
| Deuteronômio                                      | Sim                               | Sim                                  | Sim                       | Sim                         | Sim                     | Sim                        | Sim                           | Sim                        | Sim                                   | Sim                                                 |
| Históricos                                        |                                   |                                      |                           |                             |                         |                            |                               |                            |                                       |                                                     |
| Josué                                             | Sim                               | Sim                                  | Sim                       | Sim                         | Sim                     | Sim                        | Sim                           | Sim                        | Sim                                   | Sim                                                 |
| Juízes                                            | Sim                               | Sim                                  | Sim                       | Sim                         | Sim                     | Sim                        | Sim                           | Sim                        | Sim                                   | Sim                                                 |
| Rute                                              | Sim                               | Sim                                  | Sim                       | Sim                         | Sim                     | Sim                        | Sim                           | Sim                        | Sim                                   | Sim                                                 |
| I e II Samuel                                     | Sim                               | Sim                                  | Sim                       | Sim                         | Sim                     | Sim                        | Sim                           | Sim                        | Sim                                   | Sim                                                 |
| I e II Reis                                       | Sim                               | Sim                                  | Sim                       | Sim                         | Sim                     | Sim                        | Sim                           | Sim                        | Sim                                   | Sim                                                 |
| I e II Crônicas                                   | Sim                               | Sim                                  | Sim                       | Sim                         | Sim                     | Sim                        | Sim                           | Sim                        | Sim                                   | Sim                                                 |
| Prece de Manassés                                 | Não (Apócrifo)                    | Não – inc. em alguns mss.            | Sim (?) (parte de Odes)   | Sim (?) (?) (parte de Odes) | Sim (?) (parte de Odes) | Sim (?)                    | Sim (?)                       | Sim (?)                    | Sim (parte de II Crônicas)            | Sim (?)                                             |
| Esdras (I Ezra)                                   | Sim                               | Sim I Esdras                         | Sim Esdras B'             | Sim I Esdras                | Sim I Esdras            | Sim I Esdras               | Sim                           | Sim                        | Sim                                   | Sim                                                 |
| Neemias (II Ezra)                                 | Sim                               | Sim II Esdras                        | Sim Esdras Γ'             | Sim                         | Sim                     | Sim                        | Sim                           | Sim                        | Sim                                   | Sim                                                 |
| III Esdras (I Esdras ou III Ezra)                 | Não I Esdras (Apócrifos)          | Não III Esdras (inc. em alguns mss.) | Sim Esdras A'             | Sim II Esdras               | Sim II Ezra             | Sim II Ezra                | Não (?) – inc. em alguns mss. | Não – inc. em alguns mss.  | Sim Ezra Kali                         | Não (?) – inc. em alguns mss.                       |
| Apocalipse de Esdras (IV Esdras/Ezra)             | Não II Esdras (Apócrifo)          | Não IV Esdras (inc. em alguns mss.)  | Não (Ms. grego perdido)   | Não III Esdras (apêndice)   | Sim (?) III Ezra        | Sim III Ezra               | Não (?) – inc. em alguns mss. | Não – inc. em alguns mss.  | Sim Ezra Sutu'el                      | Não (?) – inc. em alguns mss.                       |
| II Esdras 1–2; 15–16 (V e VI Esdras/Ezra)         | Não (parte do apócrifo II Esdras) | Não (parte de IV Esdras)             | Não (Ms. grego)           | Não                         | Não                     | Não                        | Não                           | Não                        | Não                                   | Não                                                 |
| Ester                                             | Sim                               | Sim                                  | Sim                       | Sim                         | Sim                     | Sim                        | Sim                           | Sim                        | Sim                                   | Sim                                                 |
| Adições em Ester                                  | Não (Apócrifo)                    | Sim                                  | Sim                       | Sim                         | Sim                     | Sim                        | Sim                           | Sim                        | Sim                                   | Sim                                                 |
| Tobias                                            | Não (Apócrifo)                    | Sim                                  | Sim                       | Sim                         | Sim                     | Sim                        | Sim                           | Sim                        | Sim                                   | Sim                                                 |
| Judite                                            | Não (Apócrifo)                    | Sim                                  | Sim                       | Sim                         | Sim                     | Sim                        | Sim                           | Sim                        | Sim                                   | Sim                                                 |
| I Macabeus                                        | Não (Apócrifo)                    | Sim                                  | Sim                       | Sim                         | Sim                     | Sim                        | Sim                           | Sim                        | Não                                   | Sim                                                 |
| II Macabeus                                       | Não (Apócrifo)                    | Sim                                  | Sim                       | Sim                         | Sim                     | Sim                        | Sim                           | Sim                        | Não                                   | Sim                                                 |
| III Macabeus                                      | Não (Apócrifo)                    | Não                                  | Sim                       | Sim                         | Sim                     | Sim                        | Sim                           | Não – inc. em alguns mss.  | Não                                   | Sim                                                 |
| IV Macabeus                                       | Não                               | Não                                  | Não (apêndice)            | Não (apêndice)              | Sim                     | Não (tradição antiga)      | Não (?) – inc. em alguns mss. | Não (Ms. copta)            | Não                                   | Não (?) – inc. em alguns mss.                       |
| Jubileus                                          | Não                               | Não                                  | Não                       | Não                         | Não                     | Não                        | Não                           | Não                        | Sim                                   | Não                                                 |
| Enoque                                            | Não                               | Não                                  | Não                       | Não                         | Não                     | Não                        | Não                           | Não                        | Sim                                   | Não                                                 |
| I Meqabyan                                        | Não                               | Não                                  | Não                       | Não                         | Não                     | Não                        | Não                           | Não                        | Sim                                   | Não                                                 |
| II e III Meqabyan                                 | Não                               | Não                                  | Não                       | Não                         | Não                     | Não                        | Não                           | Não                        | Sim                                   | Não                                                 |
| Pseudo-Josefo Etíope (Zëna Ayhud)                 | Não                               | Não                                  | Não                       | Não                         | Não                     | Não                        | Não                           | Não                        | Sim (cânone ampliado)                 | Não                                                 |
| A Guerra dos Judeus VI, de Josefo                 | Não                               | Não                                  | Não                       | Não                         | Não                     | Não                        | Não – inc. em alguns mss.     | Não                        | Não                                   | Não – inc. em alguns mss.                           |
| Testamentos dos Doze Patriarcas                   | Não                               | Não                                  | Não (Ms. grego)           | Não                         | Não                     | Não – inc. em alguns mss.  | Não                           | Não                        | Não                                   | Não                                                 |
| José e Azenate                                    | Não                               | Não                                  | Não                       | Não                         | Não                     | Não – inc. em alguns mss.  | Não                           | Não                        | Não (tradição antiga?)                | Não                                                 |
| Poéticos e sapienciais                            |                                   |                                      |                           |                             |                         |                            |                               |                            |                                       |                                                     |
| Jó                                                | Sim                               | Sim                                  | Sim                       | Sim                         | Sim                     | Sim                        | Sim                           | Sim                        | Sim                                   | Sim                                                 |
| Salmos 1–150                                      | Sim                               | Sim                                  | Sim                       | Sim                         | Sim                     | Sim                        | Sim                           | Sim                        | Sim                                   | Sim                                                 |
| Salmo 151                                         | Não                               | Não – inc. em alguns mss.            | Sim                       | Sim                         | Sim                     | Sim                        | Sim                           | Sim                        | Sim                                   | Sim                                                 |
| Salmos 152–155                                    | Não                               | Não                                  | Não                       | Não                         | Não                     | Não                        | Sim (?)                       | Não                        | Não                                   | Não (?) – inc. em alguns mss.                       |
| Salmos de Salomão                                 | Não                               | Não                                  | Não – inc. em alguns mss. | Não                         | Não                     | Não                        | Não – inc. em alguns mss.     | Não                        | Não                                   | Não – inc. em alguns mss.                           |
| Provérbios                                        | Sim                               | Sim                                  | Sim                       | Sim                         | Sim                     | Sim                        | Sim                           | Sim                        | Sim (em 2 livros)                     | Sim                                                 |
| Eclesiastes                                       | Sim                               | Sim                                  | Sim                       | Sim                         | Sim                     | Sim                        | Sim                           | Sim                        | Sim                                   | Sim                                                 |
| Cântico dos Cânticos                              | Sim                               | Sim                                  | Sim                       | Sim                         | Sim                     | Sim                        | Sim                           | Sim                        | Sim                                   | Sim                                                 |
| Livro da Sabedoria                                | Não (Apócrifo)                    | Sim                                  | Sim                       | Sim                         | Sim                     | Sim                        | Sim                           | Sim                        | Sim                                   | Sim                                                 |
| Sirácida (1–51) (Eclesiástico)                    | Não (Apócrifo)                    | Sim                                  | Sim                       | Sim                         | Sim                     | Sim                        | Sim                           | Sim                        | Sim                                   | Sim                                                 |
| Prece de Salomão (Sirácida 52)                    | Não                               | Não (?) – inc. em alguns mss.        | Não                       | Não                         | Não                     | Não                        | Não                           | Não                        | Não                                   | Não                                                 |
| Profetas maiores                                  |                                   |                                      |                           |                             |                         |                            |                               |                            |                                       |                                                     |
| Isaías                                            | Sim                               | Sim                                  | Sim                       | Sim                         | Sim                     | Sim                        | Sim                           | Sim                        | Sim                                   | Sim                                                 |
| Ascensão de Isaías                                | Não                               | Não                                  | Não                       | Não                         | Não                     | Não – litúrgico (?)        | Não                           | Não                        | Não – Mss. etíopes (tradição antiga?) | Não                                                 |
| Jeremias                                          | Sim                               | Sim                                  | Sim                       | Sim                         | Sim                     | Sim                        | Sim                           | Sim                        | Sim                                   | Sim                                                 |
| Lamentações (1–5)                                 | Sim                               | Sim                                  | Sim                       | Sim                         | Sim                     | Sim                        | Sim                           | Sim                        | Sim (parte de Säqoqawä Eremyas)       | Sim                                                 |
| Lamentações etíope (7:1–11,63) (Säqoqawä Eremyas) | Não                               | Não                                  | Não                       | Não                         | Não                     | Não                        | Não                           | Não                        | Sim (parte de Säqoqawä Eremyas)       | Não                                                 |
| Baruque                                           | Não (Apócrifos)                   | Sim                                  | Sim                       | Sim                         | Sim                     | Sim                        | Sim                           | Sim                        | Sim                                   | Sim                                                 |
| Epístola de Jeremias                              | Não (Apócrifos)                   | Sim (capítulo 6 de Baruque)          | Sim                       | Sim                         | Sim                     | Sim                        | Sim                           | Sim                        | Sim (parte de Säqoqawä Eremyas)       | Sim                                                 |
| Apocalipse Sírio de Baruque (II Baruque 1–77)     | Não                               | Não                                  | Não                       | Não                         | Não                     | Não                        | Sim (?)                       | Não                        | Não                                   | Não (?) – inc. em alguns mss.                       |
| Epístola de Baruque (II Baruque 78–87)            | Não                               | Não                                  | Não                       | Não                         | Não                     | Não                        | Sim (?)                       | Não                        | Não                                   | Sim (?)                                             |
| Apocalipse Grego de Baruque (III Baruque)         | Não                               | Não                                  | Não (Ms. grego)           | Não (Ms. eslavônico)        | Não                     | Não                        | Não                           | Não                        | Não                                   | Não                                                 |
| IV Baruque                                        | Não                               | Não                                  | Não                       | Não                         | Não                     | Não                        | Não                           | Não                        | Sim (parte de Säqoqawä Eremyas)       | Não                                                 |
| Ezequiel                                          | Sim                               | Sim                                  | Sim                       | Sim                         | Sim                     | Sim                        | Sim                           | Sim                        | Sim                                   | Sim                                                 |
| Daniel                                            | Sim                               | Sim                                  | Sim                       | Sim                         | Sim                     | Sim                        | Sim                           | Sim                        | Sim                                   | Sim                                                 |
| Adições em Daniel                                 | Não (Apócrifos)                   | Sim                                  | Sim                       | Sim                         | Sim                     | Sim                        | Sim                           | Sim                        | Sim                                   | Sim                                                 |
| Profetas menores                                  |                                   |                                      |                           |                             |                         |                            |                               |                            |                                       |                                                     |
| Oseias                                            | Sim                               | Sim                                  | Sim                       | Sim                         | Sim                     | Sim                        | Sim                           | Sim                        | Sim                                   | Sim                                                 |
| Joel                                              | Sim                               | Sim                                  | Sim                       | Sim                         | Sim                     | Sim                        | Sim                           | Sim                        | Sim                                   | Sim                                                 |
| Amós                                              | Sim                               | Sim                                  | Sim                       | Sim                         | Sim                     | Sim                        | Sim                           | Sim                        | Sim                                   | Sim                                                 |
| Obadias                                           | Sim                               | Sim                                  | Sim                       | Sim                         | Sim                     | Sim                        | Sim                           | Sim                        | Sim                                   | Sim                                                 |
| Jonas                                             | Sim                               | Sim                                  | Sim                       | Sim                         | Sim                     | Sim                        | Sim                           | Sim                        | Sim                                   | Sim                                                 |
| Miqueias                                          | Sim                               | Sim                                  | Sim                       | Sim                         | Sim                     | Sim                        | Sim                           | Sim                        | Sim                                   | Sim                                                 |
| Naum                                              | Sim                               | Sim                                  | Sim                       | Sim                         | Sim                     | Sim                        | Sim                           | Sim                        | Sim                                   | Sim                                                 |
| Habacuque                                         | Sim                               | Sim                                  | Sim                       | Sim                         | Sim                     | Sim                        | Sim                           | Sim                        | Sim                                   | Sim                                                 |
| Sofonias                                          | Sim                               | Sim                                  | Sim                       | Sim                         | Sim                     | Sim                        | Sim                           | Sim                        | Sim                                   | Sim                                                 |
| Ageu                                              | Sim                               | Sim                                  | Sim                       | Sim                         | Sim                     | Sim                        | Sim                           | Sim                        | Sim                                   | Sim                                                 |
| Zacarias                                          | Sim                               | Sim                                  | Sim                       | Sim                         | Sim                     | Sim                        | Sim                           | Sim                        | Sim                                   | Sim                                                 |
| Malaquias                                         | Sim                               | Sim                                  | Sim                       | Sim                         | Sim                     | Sim                        | Sim                           | Sim                        | Sim                                   | Sim                                                 |